# Ко-маркетинг
Ко-маркетинг (англ. co-marketing) или совместный маркетинг — это совместное управление созданием услуг и товаров, а также механизмами их реализации на рынке, представляющие собой единый комплексный процесс с общими целями и задачами. В более узком смысле ко-маркетинг рассматривается как формальная  связь между  двумя  или  более  бизнес-структурами, совместно реализующими товары на рынке. Ярко выраженный самоорганизационный характер деятельности компаний продуцирует новые формы  сотрудничества,  способствуя возникновению целого ряда новых терминов, используемых для их обозначения: dual   branding (двойной брендинг), cross-marketing (кросс-маркетинг), coalition loyalty program (коалиционная программа  лояльности),  сo-branding (ко-брендинг).

## Основные цели
1. увеличение прибыли от продаж товаров или предоставления услуг;
2. обеспечение роста продаж;
3. увеличение доли компании в сегменте рынка;
4. удовлетворение потребностей клиентов или потребителей;
5. оптимизация маркетингового бюджета;
6. оптимизация преподнесения продукта потребителю.[2]

## Основные объекты
В качестве основных объектов ко-маркетинга обычно выступают:
- деньги или материальные ценности
- реклама
- клиентские базы
- выпускаемые продукты
- опыт работы в той или иной сфере
- площадки (торговые площади, упаковочные материалы, Интернет-сайты и пр.)
- благотворительность
- идеи.[3]

## Особенности
Ко-маркетинг, как новое направление в сфере маркетинга, появился в конце 90-х гг. XX века, и основывается он на взаимодействиях нескольких компаний, которые объединили свои возможности и ресурсы ради совместного производства, продвижения и продажи товара или группы товаров. Дж. Нарус и Дж. Андерсон уверены, что появление совместного маркетинга означает «…взаимное понимание и признание того, что успех конкретной фирмы теперь частично зависит от другой фирмы…»
Идеи ко-маркетинга стали началом конца эпохи традиционного маркетинга («вертикального маркетинга») и способствуют развитию новой эры в этой сфере, которая носит название латерального маркетинга, и соответственно латерального мышления. Латеральный тип маркетинга отличается от вертикальной его разновидности своей принципиальной нацеленностью на производство товаров, независимо от ситуации на существующих рынках. В данном случае производители ориентируются на несколько различных рынков.

## Принципы
Предприятия, ориентированные на образование совместного бизнеса, обязаны изначально выстроить свою маркетинговую деятельность с учетом следующих принципов:
- понимание потребностей представителей целевой аудитории, глубокое знание их поведения и мотивации к принятию того или иного решения;
- создание уникальных предложений, которые будут отвечать потребностям потребителя, и иметь отличительные преимущества и в экономическом, и в психологическом плане;
- предложение уникальных ценностей (эксклюзивные услуги, природные факторы и т. д.);
- переход от одноразовых успешных сделок к долгосрочному сотрудничеству, которое будет основываться на взаимной выгоде и доверии[7].

## Исторические примеры
Яркими примерами достижения маркетинговыми альянсами своих целей можно считать следующие:
- сотрудничество Adobe Systems и Apple (1984 г.) существенно ускорило развитие рынка программных продуктов различного характера и сложности;
- компании Snecma и General Electric совместными усилиями создали один из наиболее востребованных авиационных двигателей — CFM-56;
- специалисты популярных компаний Toshiba и Motorola совместно разработали микросхемы динамической оперативной памяти;
- Toshiba вместе с компанией IBM создали и выпустили современные плоские жидкокристаллические дисплеи;
- альянс компаний Toshiba и Time Warner создал интерактивную технологию кабельного телевидения;
- в 1982 году Sony и Philips выпустили первый аудиодиск в цифровом формате.[8]